# Ernst Harbeck
Ernst Friedrich Christian Harbeck, född 21 december 1873 i Hamburg, död 21 april 1957 i Partille, var en svensk affärsman.
Ernst Harbeck var son till grosshandlaren Ernst Harbeck. Han utexaminerades från Chalmers tekniska läroanstalt i Göteborg 1895, studerade vid Polytechikum i Zürich och bedrev specialstudier inom galvanoplastiken och blev filosofie doktor vid Zürichs universitet 1897. Han var anställd vid Chemische Fabrik Granjean Zimmermann i Brugg. 1900 kom Harbeck till Sverige och grundade 1909 fabriksanläggningen AB Skandinaviska affineriet i Partille. Det kom att bli en av Sveriges främsta företag inom galvanoteknik. Företaget utförde galvaniska anläggningar för förnickling, förzinkning, förkoppring och försilvring i Sverige och dess grannländer jämte i Ryssland. Som uppfinnare tog Harbeck patent på elektrokemiska och elektrolytiska apparater och produktionsmetoder. Han verkade som kommunalpolitiker i Partille och tillhörde Göteborgs läns landsting 1910–1916.